# Куп победника купова у фудбалу 1987/88.
Куп победника купова 1987/1988. је било 28. издање клупског фудбалског такмичења које је организовала УЕФА.
Такмичење је трајало од 23. августа 1987. дo 11. маја 1988. године. Мехелен је у финалу био успешнији од Ајакса и освојио први трофеј Купа победника купова. Финална утакмица одиграна је на стадиону Стад де ла Мено у Стразбуру. Најбољи стрелац такмичења био је фудбалер Спортинга из Лисабона Паулињо Каскавел са 6 постигнутих голова.

## Резултати

### Прелиминарна рунда
| Меч | Клуб        | Држава | укупан рез. | Држава       | Клуб     | 1. утак. | 2. утак. |
| --- | ----------- | ------ | ----------- | ------------ | -------- | -------- | -------- |
| 1   | АЕЛ Лимасол | Кипар  | 1:6         | Чехословачка | ДАК 1904 | 0:1      | 1:5      |

### Први круг
| Меч | Клуб                | Држава          | укупан рез.     | Држава          | Клуб               | 1. утак. | 2. утак.    |
| --- | ------------------- | --------------- | --------------- | --------------- | ------------------ | -------- | ----------- |
| 1   | Мехелен             | Белгија         | 3:0             | Румунија        | Динамо Букурешт    | 1:0      | 2:0         |
| 2   | Сент Мирен          | Шкотска         | 1:0             | Норвешка        | Тромсе             | 1:0      | 0:0         |
| 3   | Реал Сосиједад      | Шпанија         | 2:0             | Пољска          | Шлонск Вроцлав     | 0:0      | 2:0         |
| 4   | Динамо Минск        | СССР            | 4:1             | Турска          | Генчлербирлиги     | 2:0      | 2:1         |
| 5   | Витоша Софија       | Бугарска        | 2:3             | Грчка           | ОФИ                | 1:0      | 1:3         |
| 6   | Merthyr Tydfil F.C. | Велс            | 2:3             | Италија         | Аталанта           | 2:1      | 0:2         |
| 7   | Акранес             | Исланд          | 0:1             | Шведска         | Калмар             | 0:0      | 0:1(п.с.н.) |
| 8   | Спортинг Лисабон    | Португалија     | 6:4             | Аустрија        | Сваровски Тирол    | 4:0      | 2:4         |
| 9   | Влазнија Скадар     | Албанија        | 6:0             | Малта           | Слијема вондерерси | 2:0      | 4:0         |
| 10  | РОПС Рованијеми     | Финска          | 1:1(п.г.г.)     | Северна Ирска   | Гленторан          | 0:0      | 1:1         |
| 11  | Локомотива Лајпциг  | Источна Немачка | 0:1             | Француска       | Олимпик Марсељ     | 0:0      | 0:1         |
| 12  | Олборг              | Данска          | 1:1 2:4 ( пен.) | СФРЈ            | Хајдук Сплит       | 1:0      | 0:1(п.с.н.) |
| 13  | Ујпешт              | Мађарска        | 2:3             | Холандија       | АДО Ден Хаг        | 1:0      | 1:3         |
| 14  | ДАК 1904            | Чехословачка    | 3:4             | Швајцарска      | Јанг бојс          | 2:1      | 1:3         |
| 15  | Авенир Беген        | Луксембург      | 0:8             | Западна Немачка | Хамбургер          | 0:5      | 0:3         |
| 16  | Ајакс               | Холандија       | 6:0             | Ирска           | Дандок             | 4:0      | 2:0         |

### Други круг
| Меч | Клуб            | Држава          | укупан рез. | Држава      | Клуб             | 1. утак. | 2. утак. |
| --- | --------------- | --------------- | ----------- | ----------- | ---------------- | -------- | -------- |
| 1   | Мехелен         | Белгија         | 2:0         | Шкотска     | Сент Мирен       | 0:0      | 2:0      |
| 2   | Реал Сосиједад  | Шпанија         | 1:1(п.г.г.) | СССР        | Динамо Минск     | 1:1      | 0:0      |
| 3   | ОФИ             | Грчка           | 1:2         | Шведска     | Аталанта         | 1:0      | 0:2      |
| 4   | Калмар          | Шведска         | 1:5         | Португалија | Спортинг Лисабон | 1:0      | 0:5      |
| 5   | Влазнија Скадар | Албанија        | 0:2         | Финска      | РОПС Рованијеми  | 0:1      | 0:1      |
| 6   | Олимпик Марсељ  | Француска       | 7:0         | СФРЈ        | Хајдук Сплит     | 4:0      | 3:01     |
| 7   | АДО Ден Хаг     | Холандија       | 2:2(п.г.г.) | Швајцарска  | Јанг бојс        | 2:1      | 0:1      |
| 8   | Хамбургер       | Западна Немачка | 0:3         | Холандија   | Ајакс            | 0:1      | 0:2      |

Напомене: 1 Хајдук Сплит је победио на свом терену 2: 0, али је меч прекинут на 15 минута због сузавца који је бачен са трибина и регистрован службеним резултатом 3:0.

### Четвртфинале
| Меч | Клуб            | Држава     | укупан рез. | Држава          | Клуб             | 1. утак. | 2. утак. |
| --- | --------------- | ---------- | ----------- | --------------- | ---------------- | -------- | -------- |
| 1   | Мехелен         | Белгија    | 2:1         | Совјетски Савез | Динамо Минск     | 1:0      | 1:1      |
| 2   | Аталанта        | Италија    | 3:1         | Португалија     | Спортинг Лисабон | 2:0      | 1:1      |
| 3   | РОПС Рованијеми | Финска     | 0:4         | Француска       | Олимпик Марсељ   | 0:1      | 0:3      |
| 4   | Јанг бојс       | Швајцарска | 0:2         | Холандија       | Ајакс            | 0:1      | 0:1      |

### Полуфинале
| Меч | Клуб           | Држава    | укупан рез. | Држава    | Клуб     | 1. утак. | 2. утак. |
| --- | -------------- | --------- | ----------- | --------- | -------- | -------- | -------- |
| 1   | Мехелен        | Белгија   | 4:2         | Италија   | Аталанта | 2:1      | 2:1      |
| 2   | Олимпик Марсељ | Француска | 2:4         | Холандија | Ајакс    | 0:3      | 2:1      |

### Финале
| Меч | Клуб    | Држава  | укупан рез. | Држава    | Клуб  |
| --- | ------- | ------- | ----------- | --------- | ----- |
| 1   | Мехелен | Белгија | 1:0         | Холандија | Ајакс |

| Освајач Купа победника купова у фудбалу 1987/88. |
| ------------------------------------------------ |
| Мехелен 1. Титула                                |